# Осташковская крепость
Осташковская крепость — деревянная крепость Осташкова, существовавшая в 1587—1711 годах.
Предтечей Осташковской крепости являлись укрепления Кличеня, который традиционно считается предшественником Осташкова. Он располагался на одноимённом острове в озере Селигер в 1 км от современного Осташкова. Городок стоял не на основной части острова, а на полуострове, соединённом с ней узким перешейком. Детинец Кличена располагался на небольшом песчаном округлом холме площадью 1 га. Его защищала вода и естественные ложбины. В 1371 году он был взят воеводами Дмитрия Донского, а в 1393 году окончательно разорён новгородцами.
На месте современного Осташкова с тех пор существовала одноимённая слобода. В 1587 году её окружили земляными валами и деревянными стенами, получившими название Осташковский городок. В 1610 году после неудачного боя местного ополчения с польско-литовскими интервентами крепость была сожжена. В 1626 году она была срублена заново. Периметр её деревянных стен, поставленных острогом, достигал 830 сажен (1768 м). Её гарнизон состоял из 236 человек. На его вооружении был солидный артиллерийский парк.
В 1651—1653 годах по указу Алексея Михайловича Осташковская крепость была перестроена в рубленый город, при этом её периметр уменьшился до 1555 м. У крепости были 16 башен, в том числе четыре воротных. Две из трёх башен, обращённых к озеру, назывались Селижаровская и Псковитинова. Четвёртая воротная башня по имени Большая Городская была обращена к «сухому пути» — в сторону перешейка. Эта крепость сгорела в 1676 году вместе с большей частью города.
Новая крепость, срубленная под руководством местного помещика Толбузина, была более чем вдвое меньше старой (периметр 596,4 м) и занимала её восточную часть. На месте более древней деревянной Воскресенской церкви была возведена кирпичная с отдельно стоящей колокольней. В 1685—1697 годах вместе деревянной в кирпиче отстроили и Троицкую церковь. В 1711 потерявшая военное значение Осташковская крепость сгорела и более не восстанавливалась. В настоящее время в центре бывшей крепости высятся Воскресенский и Троицкий соборы. Уцелел также дом воеводы начала XVIII века.